# Nicolae Toader
Nicolae Toader (* 24. Juli 1927 in Răzvad, Kreis Dâmbovița; † 1983 in Bukarest) war ein rumänischer Politiker der Rumänischen Kommunistischen Partei PCR (Partidul Comunist Român), der unter anderem 1969 bis 1970 Erdölminister war.

## Leben
Toader besuchte von 1935 bis 1946 das Gymnasium Ienăchiță Văcărescu in Târgoviște. Er trat 1947 dem damaligen Jugendverband UTM (Uniunea Tineretului Muncitor ) bei und engagierte sich in dessen Büro in Cricova. Im Anschluss absolvierte er von 1947 bis 1951 einen Studiengang für Bohrtechnik am Institut für Erdöl und Erdgas in Bukarest und war in dieser Zeit auch Verantwortlicher für Sozialversicherungen des UNSR (Uniunea Naţională a Studenților din România) am Institut. Nach Abschluss des Studiums war er zwischen 1951 und 1952 stellvertretender Vertrauensingenieur in einem Bohrtechnikbüro in Corabia sowie von 1852 bis Oktober 1953 Vertrauensingenieur in Ploiești und war 1953 auch Mitglied des UTM-Gebietskomitees in Cricova. Im Oktober 1953 wurde er Instrukteur in der Sektion Schwerindustrie des ZK und 1955 schließlich auch Mitglied der Rumänischen Arbeiterpartei PMR (Partidul Muncitoresc Român). Kurz darauf wurde er Leiter der Sektion Erdöl und Chemie der ZK-Abteilung für Wirtschaft des ZK der PMR und absolvierte in der Folgezeit auch verschiedene Lehrgänge an der Parteihochschule Ștefan Gheorghiu in Bukarest. Danach war er vom 7. Juli 1962 bis zum 23. Juni 1966 Leiter der Sektion Erdöl des ZK und daraufhin zwischen dem 23. Juni 1966 und dem 13. März 1969 Leiter der Sektion Metallurgie und Chemie des ZK.
Am 13. März 1969 wurde Toader Minister für Erdöl (Ministrul Petrolului) im fünften Kabinett von Ministerpräsident Ion Gheorghe Maurer und bekleidete dieses Amt bis zu seiner Ablösung durch Alexandru Boabă am 17. September 1970. Am 12. August 1969 wurde er zudem Kandidat des ZK der PCR und verblieb in dieser Funktion bis zum XI. Parteitag der PCR am 28. November 1974. Im September 1970 wurde er Generaldirektor der Gruppe für industrielle Erdölförderung in Bolintin-Vale sowie daraufhin 1973 stellvertretender Generaldirektor der Erdölzentrale, ehe er 1974 stellvertretender Generaldirektor der Autonomen Generaldirektion für Erdöl und Erdgas des Ministeriums für Bergbau, Erdöl und Geologie wurde. Diesen Posten bekleidete er bis zu seinem Tod 1983.
Für seine Verdienste wurde er mit dem Ordinul Muncii (Orden der Arbeit) Dritter Klasse sowie mit dem Ordinul 23 August (Orden 23. August) Vierter Klasse (1966) ausgezeichnet.